# マット・ガーザ
マット・ガーザ（Matt Garza、本名：マシュー・スコット・ガーザ（Matthew Scott "Matt" Garza, 1983年11月26日 - ）は、アメリカ合衆国カリフォルニア州セルマ出身のプロ野球選手（投手）。右投右打。現在はフリーエージェント。愛称はザ・カウント。

## 経歴

### ツインズ時代
2005年のMLBドラフト1巡目（全体25位）でミネソタ・ツインズから指名され入団。
2006年にマイナーリーグの3つの階級で14勝4敗・防御率1.99を記録し、USAトゥデイ・マイナーリーグ年間最優秀選手賞を受賞。8月11日にメジャーデビューを果たし、メジャ―1年目は10試合に登板し、5勝6敗・防御率5.76の成績で終えた。

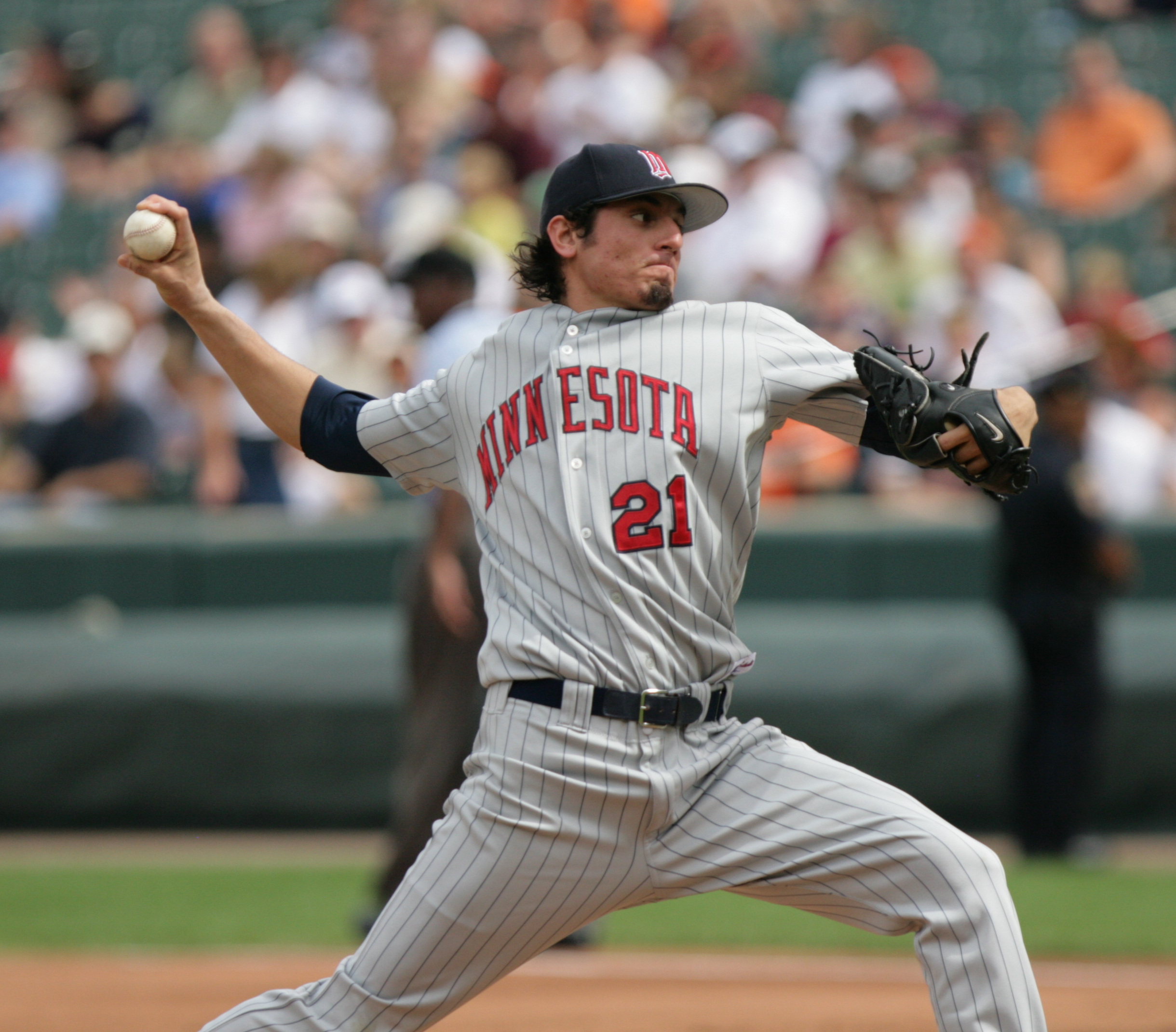
ミネソタ・ツインズ時代
(2006年9月24日)

ベースボール・アメリカ誌の有望株ランキング2007年版ではツインズ球団内で1位、メジャー全体で21位にランクされ、2007年は開幕から先発ローテーション入りが有力視された。しかし、2007年は開幕をAAA級ロチェスター・レッドウイングスで迎え、メジャー初登板は7月2日。7月の月間防御率は1.37だったが、8月・9月は4点台を上回った。この年は16試合に登板し、うち15試合で先発として投げた。成績は、防御率3.69・5勝7敗・WHIP1.54だった。

### レイズ時代

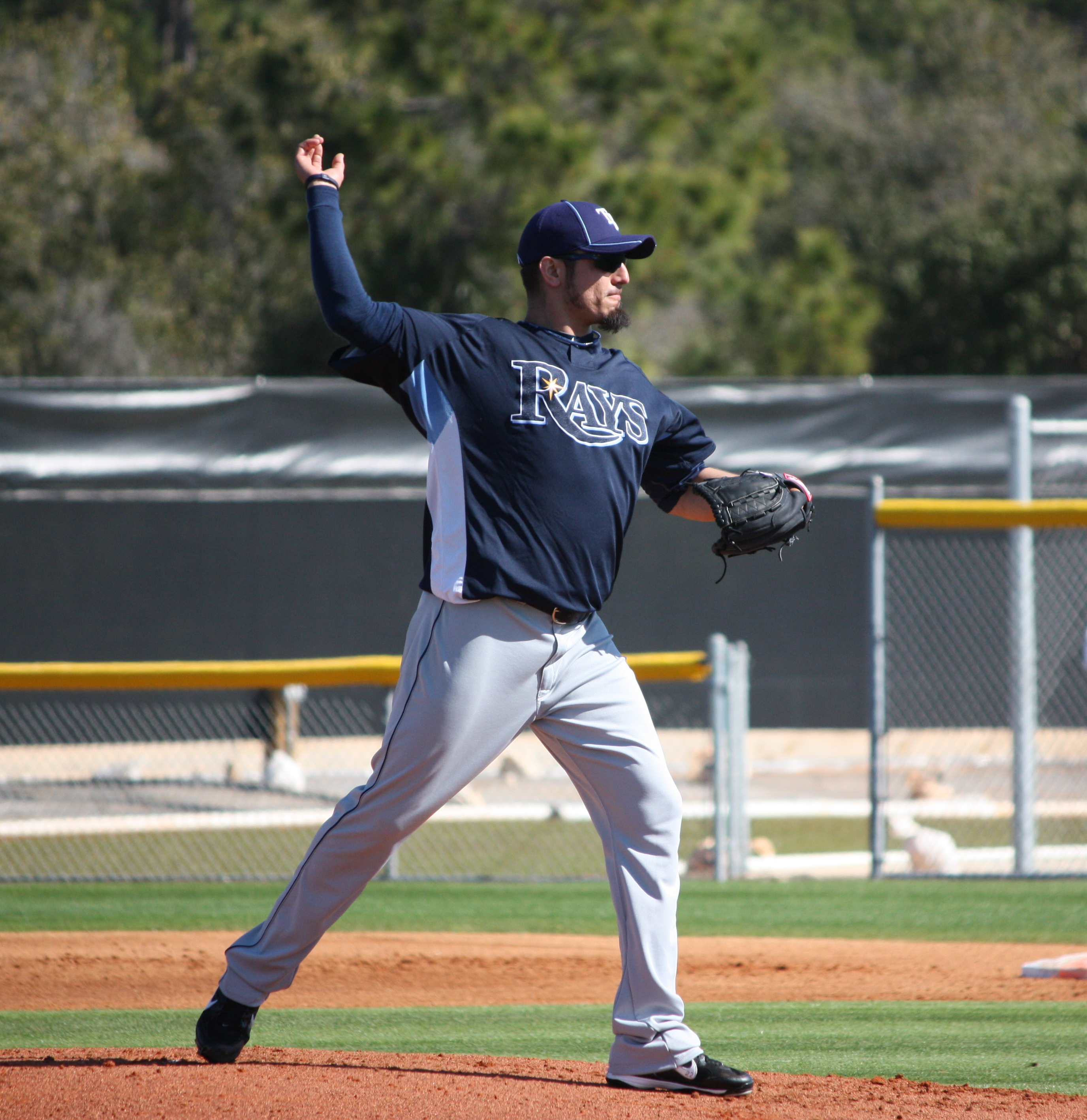
タンパベイ・レイズ時代
(2010年2月21日)

2007年11月28日にデルモン・ヤング、ブレンダン・ハリスら3対3のトレードでジェイソン・バートレットらとともにタンパベイ・レイズへ移籍。
2008年はレギュラーシーズンで11勝9敗・防御率3.70を記録。ボストン・レッドソックスとのアメリカンリーグチャンピオンシップシリーズでは2勝を挙げ、MVPに選出された。
2009年も、フルシーズン先発ローテーションに入って32試合に登板。リーグ平均値以上の防御率 (3.95) を記録したが、得点力やリリーフ陣の実力に差がある同地区の強豪球団、ヤンキース (対戦防御率2.08) やレッドソックス (同2.72) 相手に多く登板した事もあり、好投しながら8勝12敗と負け越した。なお、189奪三振はチームトップ、リーグ9位の好成績だった。
2010年7月26日のデトロイト・タイガース戦ではレイズ史上初のノーヒットノーランを達成。この年は防御率3.91・15勝10敗という成績を記録、実力に見合う勝ち星を挙げてデービッド・プライスと共に、レイズの先発ローテーションを支えた。また、メジャー初セーブも記録している。一方で課題もあり、リーグワースト4位の28本塁打を浴びた。

### カブス時代

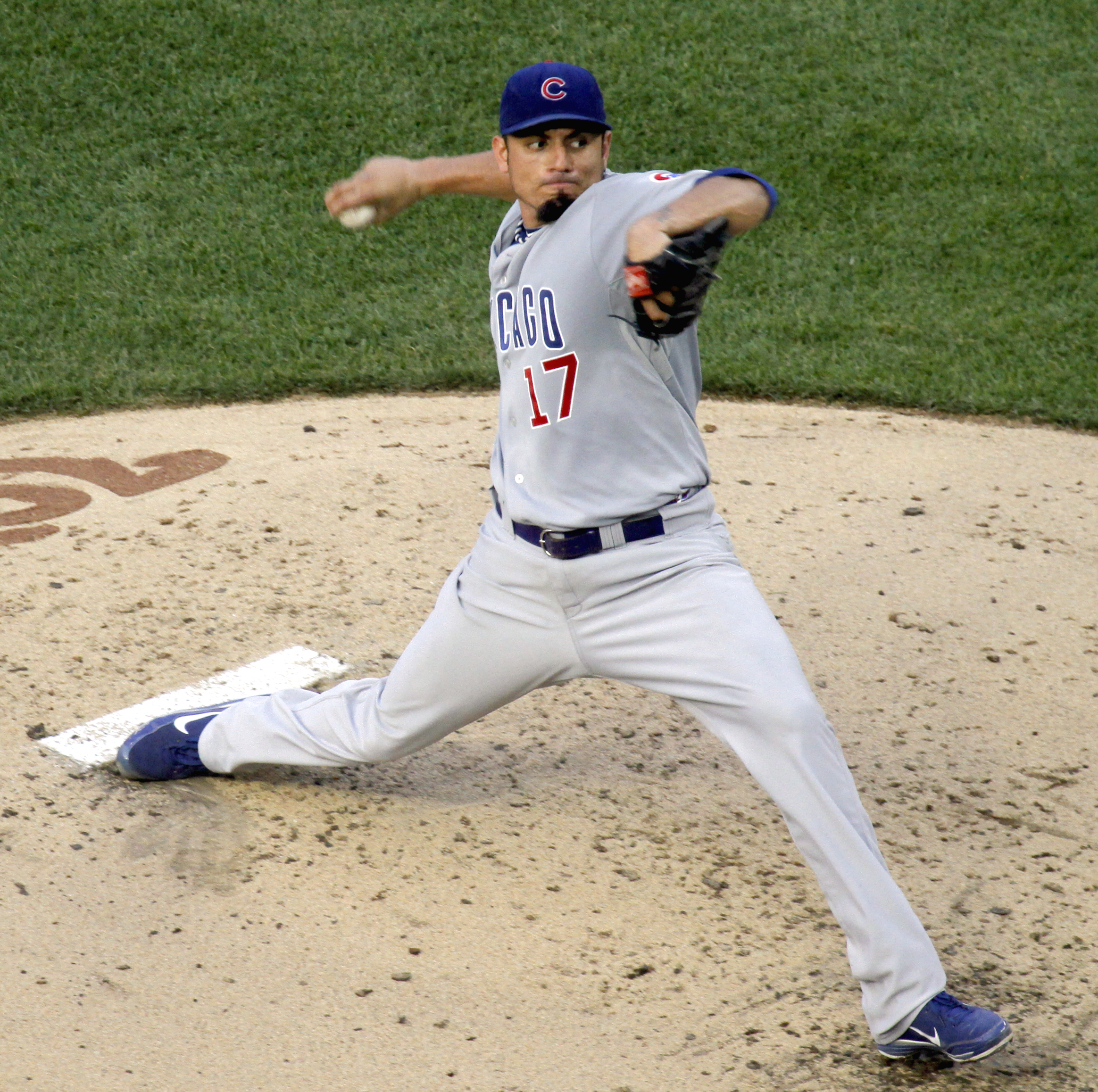
シカゴ・カブス時代
(2011年7月7日)

2011年1月8日にトレードでシカゴ・カブスへ移籍した。この年は31試合に先発登板。打線の援護に恵まれない中、2年連続2ケタ勝利となる10勝10敗を記録。防御率3.32・197奪三振 (リーグ9位) は共に自己ベストであり、キャリアを通じて最高級の成績を残した。
2012年、先発ローテーションで例年通りのピッチングを見せていたが、7月21日の試合で肘に違和感を発症し、3.0イニング投げたところで降板した。炎症が発生していた為、そのままDL入りしてシーズンを終えた。その為、最終成績は18試合の先発登板で防御率3.91・5勝7敗・32四球・96奪三振という内容だった。離脱時点で負け越していたのは、前年と同様に打線の援護が乏しかったという原因がある。ちなみに肘の炎症は安静にした事で解消し、11月には投球練習を開始した。
2013年は、広背筋を痛めて開幕DL入りスタートとなり、5月下旬に復帰した。復帰後は快調なピッチングを見せ、11試合の先発登板で防御率3.17・6勝1敗・WHIP1.14という好成績をマークしていた。

### レンジャーズ時代
2013年7月22日にトレードでテキサス・レンジャーズへ移籍した。8月3日の対アスレティックス戦では、エリック・ソガードにスクイズを含む2つのバントを決められた事で激昂。試合中に「女々しい」とソガードを侮辱、試合後には、Twitterでソガードのプレーを褒めたソガードの妻に対しても「女が男のゲームに口を出すな」という旨の暴言を返した。移籍後は13試合に登板したが、防御率4.38・4勝5敗・WHIP1.32という成績に終わり、本来の実力通りではなかった。なお、2チーム計では24試合に先発登板し、防御率3.82・2年ぶりの2ケタ勝利となる10勝6敗という成績だった。オフの10月31日にFAとなった。

### ブルワーズ時代
2014年1月26日にミルウォーキー・ブルワーズと総額5000万ドル+出来高（2018年のオプション付き）の4年契約に合意した。移籍1年目のこの年は、27試合に先発登板し、3シーズンぶりに規定投球回をクリア。勝ち運に恵まれず、8勝8敗の勝率.500止まりだったが、4年ぶりの完封勝利を挙げたほか、防御率3.64・WHIP1.18という好成績を記録。投球内容としては往年の実力を取り戻し、大型パッケージ契約の期待に応えた。
2015年は、5シーズンぶりのリリーフ登板 (1試合のみ) を含む26試合に投げたが、またしても規定投球回に未達だった上、防御率5.63・WHIP1.57と炎上。勝ち星が6勝止まりであるのに対し、リーグワースト5位タイの14敗を喫した。
2016年4月、広背筋の故障で離脱した。この離脱の影響もあって19試合の先発登板に留まり、防御率4.51・6勝8敗・WHIP1.51と2年連続で振るわなかった。
2017年11月2日にFAとなった。

## 詳細情報

### 年度別投手成績
| 年 度      | 球 団      | 登 板 | 先 発 | 完 投 | 完 封 | 無 四 球 | 勝 利 | 敗 戦 | セ 丨 ブ | ホ 丨 ル ド | 勝 率 | 打 者 | 投 球 回 | 被 安 打 | 被 本 塁 打 | 与 四 球 | 敬 遠 | 与 死 球 | 奪 三 振 | 暴 投 | ボ 丨 ク | 失 点 | 自 責 点 | 防 御 率 | W H I P |
| ---------- | ---------- | ----- | ----- | ----- | ----- | -------- | ----- | ----- | -------- | ----------- | ----- | ----- | -------- | -------- | ----------- | -------- | ----- | -------- | -------- | ----- | -------- | ----- | -------- | -------- | ------- |
| 2006       | MIN        | 10    | 9     | 0     | 0     | 0        | 3     | 6     | 0        | 0           | .333  | 232   | 50.0     | 62       | 6           | 23       | 0     | 0        | 38       | 1     | 0        | 33    | 32       | 5.76     | 1.70    |
| 2007       | MIN        | 16    | 15    | 0     | 0     | 0        | 5     | 7     | 0        | 0           | .417  | 367   | 83.0     | 96       | 8           | 32       | 4     | 4        | 67       | 4     | 0        | 44    | 34       | 3.69     | 1.54    |
| 2008       | TB         | 30    | 30    | 3     | 2     | 0        | 11    | 9     | 0        | 0           | .550  | 772   | 184.2    | 170      | 19          | 59       | 2     | 6        | 128      | 3     | 2        | 83    | 76       | 3.70     | 1.24    |
| 2009       | TB         | 32    | 32    | 0     | 0     | 0        | 8     | 12    | 0        | 0           | .400  | 861   | 203.0    | 177      | 25          | 79       | 0     | 11       | 189      | 3     | 0        | 93    | 89       | 3.95     | 1.26    |
| 2010       | TB         | 33    | 32    | 3     | 1     | 1        | 15    | 10    | 1        | 0           | .600  | 855   | 204.2    | 193      | 28          | 63       | 2     | 7        | 150      | 12    | 2        | 94    | 89       | 3.91     | 1.25    |
| 2011       | CHC        | 31    | 31    | 2     | 0     | 0        | 10    | 10    | 0        | 0           | .500  | 839   | 198.0    | 186      | 14          | 63       | 5     | 3        | 197      | 6     | 0        | 90    | 73       | 3.32     | 1.26    |
| 2012       | CHC        | 18    | 18    | 0     | 0     | 0        | 5     | 7     | 0        | 0           | .417  | 424   | 103.2    | 90       | 15          | 32       | 0     | 4        | 96       | 1     | 0        | 48    | 45       | 3.91     | 1.18    |
| 2013       | CHC        | 11    | 11    | 0     | 0     | 0        | 6     | 1     | 0        | 0           | .857  | 293   | 71.0     | 61       | 8           | 20       | 2     | 4        | 62       | 2     | 0        | 26    | 25       | 3.17     | 1.14    |
| 2013       | TEX        | 13    | 13    | 1     | 0     | 0        | 4     | 5     | 0        | 0           | .444  | 359   | 84.1     | 89       | 12          | 22       | 1     | 1        | 74       | 4     | 0        | 47    | 41       | 4.38     | 1.32    |
| '13計      | TEX        | 24    | 24    | 1     | 0     | 0        | 10    | 6     | 0        | 0           | .625  | 652   | 155.1    | 150      | 20          | 42       | 3     | 5        | 136      | 6     | 0        | 73    | 66       | 3.82     | 1.24    |
| 2014       | MIL        | 27    | 27    | 1     | 1     | 0        | 8     | 8     | 0        | 0           | .500  | 680   | 163.1    | 143      | 12          | 50       | 2     | 4        | 126      | 3     | 1        | 77    | 66       | 3.64     | 1.18    |
| 2015       | MIL        | 26    | 25    | 0     | 0     | 0        | 6     | 14    | 0        | 0           | .300  | 666   | 148.2    | 176      | 23          | 57       | 3     | 2        | 104      | 7     | 0        | 102   | 93       | 5.63     | 1.57    |
| 2016       | MIL        | 19    | 19    | 0     | 0     | 0        | 6     | 8     | 0        | 0           | .429  | 461   | 101.2    | 117      | 11          | 36       | 2     | 3        | 70       | 3     | 0        | 67    | 51       | 4.51     | 1.51    |
| 2017       | MIL        | 24    | 22    | 0     | 0     | 0        | 6     | 9     | 0        | 0           | .400  | 504   | 114.2    | 121      | 17          | 45       | 4     | 1        | 79       | 4     | 0        | 72    | 63       | 4.94     | 1.45    |
| 通算：12年 | 通算：12年 | 290   | 284   | 10    | 4     | 1        | 93    | 106   | 1        | 0           | .467  | 7313  | 1710.2   | 1681     | 198         | 581      | 27    | 50       | 1380     | 53    | 5        | 876   | 777      | 4.09     | 1.32    |

- 2017年度シーズン終了時
- 各年度の太字はリーグ最高

### 主な記録
- ノーヒットノーラン (2010年）

### 背番号
- 21 (2006年 - 2007年)
- 22 (2008年 - 2010年、2012年 - 2017年)
- 17 (2011年)